# Boćki
Boćki is een dorp in de Poolse woiwodschap Podlachië. De plaats maakt deel uit van de gemeente Boćki en telt 1500 inwoners.